# Vithya Ramraj
Vithya Ramraj (* 20. September 1998 in Coimbatore, Tamil Nadu) ist eine indische Leichtathletin, die sich auf den Hürdenlauf spezialisiert hat. Auch ihre Zwillingsschwester Nithya Ramraj ist als Leichtathletin aktiv.

## Sportliche Laufbahn
Erste internationale Erfahrungen sammelte Vithya Ramraj im Jahr 2023, als sie bei den Asienspielen in Hangzhou mit der indischen Mixed-Staffel über 4-mal 400 Meter in 3:14,34 min gemeinsam mit Muhammed Ajmal Variyathodi, Rajesh Ramesh und Subha Venkatesan die Silbermedaille hinter dem bahrainischen Team gewann. Zudem gewann sie über 400 m Hürden in 55,68 s die Bronzemedaille hinter der Bahrainerin Kemi Adekoya und Mo Jiadie aus der Volksrepublik China. Zudem gewann sie mit der Frauenstaffel in 3:27,85 min gemeinsam mit Aishwarya Mishra, Prachi und Subha Venkatesan die Silbermedaille hinter dem bahrainischen Team. Bei den World Athletics Relays 2024 auf den Bahamas verpasste sie mit der 4-mal-400-Meter-Staffel eine Direktqualifikation für die Olympischen Spiele in Paris. Über die Weltrangliste qualifizierte sich die indische Mannschaft dennoch für die Spiele und schied dort mit 3:32,51 min im Vorlauf aus. Im Jahr darauf belegte sie bei den Asienmeisterschaften in Gumi in 53,00 s den vierten Platz im 400-Meter-Lauf und gewann über 400 m Hürden in 56,46 s die Bronzemedaille hinter der Chinesin Mo Jiadie und Kemi Adekoya aus Bahrain.
In den Jahren 2022 und 2023 wurde Ramraj indische Meisterin im 400-Meter-Hürdenlauf sowie 2023 auch in der 4-mal-400-Meter-Staffel.

## Persönliche Bestleistungen
- 400 Meter: 52,25 s, 18. März 2024 in Trivandrum
- 400 m Hürden: 55,42 s, 2. Oktober 2023 in Hangzhou (indischer Rekord)